# Zeferino Zeca Martins
Zeferino Zeca Martins SVD (* 8. März 1966 in Cacolo, Angola) ist ein angolanischer Ordensgeistlicher und römisch-katholischer Erzbischof von Huambo.

## Leben
Zeferino Zeca Martins trat der Ordensgemeinschaft der Steyler Missionare bei, legte die ewigen Gelübde am 1. Oktober 1994 ab und empfing am 6. August 1995 die Priesterweihe.
Papst Benedikt XVI. ernannte ihn am 19. Mai 2012 zum Titularbischof von Tanaramusa und zum Weihbischof in Luanda. Der Erzbischof von Luanda, Damião António Franklin, weihte ihn am 12. August desselben Jahres zum Bischof; Mitkonsekratoren waren José Manuel Imbamba, Erzbischof von Saurimo, und António Francisco Jaca SVD, Bischof von Caxito.
Am 1. Oktober 2018 ernannte ihn Papst Franziskus zum Erzbischof von Huambo. Die Amtseinführung erfolgte am 16. Dezember desselben Jahres.